# Střítež nad Bečvou
Střítež nad Bečvou là một làng thuộc huyện Vsetín, vùng Zlínský, Cộng hòa Séc.